# Kuchisake-onna
Kuchisake-onna (口裂け女 (Khẩu Liệt Nữ)/ "người phụ nữ bị rách miệng") là một nhân vật độc ác trong truyền thuyết đô thị và văn hóa dân gian Nhật Bản. Được mô tả là linh hồn độc hại, hay onryō, của một người phụ nữ, cô che một phần khuôn mặt của mình bằng mặt nạ hoặc vật phẩm khác và mang theo một số vật sắc nhọn. Cô đã được mô tả như một yōkai đương đại.

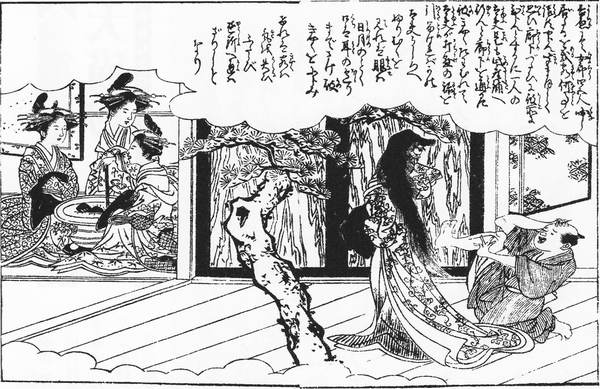
Kuchisake-onna

Theo truyền thuyết nổi tiếng, cô hỏi các nạn nhân tiềm năng nếu họ nghĩ cô hấp dẫn. Nếu họ trả lời "không", cô ấy sẽ giết họ bằng vũ khí của mình. Nếu họ nói "có", cô ấy sẽ tiết lộ rằng khóe miệng bị rạch từ tai đến tai, và sau đó cô ấy sẽ lặp lại câu hỏi của mình. Nếu cá nhân trả lời "không", cô ta sẽ giết họ bằng vũ khí của mình, và nếu họ nói "có", cô ta sẽ cắt khóe miệng theo cách giống với sự biến dạng của chính mình. Các phương pháp có thể được sử dụng để sống sót khi gặp Kuchisake-onna bao gồm trả lời câu hỏi của cô ấy bằng cách mô tả ngoại hình của cô ấy là "trung bình" hoặc bằng cách đánh lạc hướng cô ấy bằng tiền hoặc kẹo cứng (hard candy).

## Truyền thuyết và các biến thể của nó
Theo truyền thuyết, Kuchisake-onna là một người phụ nữ bị cắt xén trong suốt cuộc đời, với cái miệng bị rạch từ tai đến tai. Trong một số phiên bản của câu chuyện, Kuchisake-onna là người vợ ngoại tình hoặc người vợ lẽ của một samurai trong suốt cuộc đời. Các phiên bản khác của câu chuyện bao gồm rằng miệng của cô ấy bị cắt xén trong khi làm thủ thuật y khoa hoặc nha khoa, rằng cô ấy bị cắt xén bởi một người phụ nữ ghen tị với vẻ đẹp của cô ấy, hoặc miệng cô ấy có vô số răng sắc nhọn. Cuộc trò chuyện có thể xảy ra với hậu quả của nó, theo truyền thuyết
Sau khi chết, người phụ nữ trở lại như một ma báo thù (được cho là linh hồn của một người chết trở về từ thế giới bên kia để tìm cách trả thù cho một cái chết tàn khốc, không tự nhiên hoặc bất công.) hoặc onryō. Như là onryō, cô che miệng bằng mặt nạ vải (thường được chỉ định là khẩu trang y tế), hoặc trong một số lần lặp lại, một quạt tay hoặc khăn tay. Cô cũng mang theo một dụng cụ sắc bén, được mô tả là một con dao, dao rựa, lưỡi hái hoặc một chiếc kéo lớn. Cô ấy được cho là hỏi các nạn nhân tiềm năng nếu họ nghĩ rằng cô ta hấp dẫn, thường được gọi là "Watashi, kirei?" (có nghĩa là "Tôi có xinh không?" hoặc "Tôi có đẹp không?"). Nếu người đó trả lời "không", cô ta sẽ giết người bằng vũ khí của mình và nếu người đó trả lời "có", cô ta sẽ tiết lộ cái miệng bị cắt xén của mình.  Sau đó, cô ấy lặp lại câu hỏi của mình (hoặc hỏi "Kore demo?", Dịch thành "Ngay cả với điều này?" Hoặc "Ngay cả bây giờ?") Và nếu người đó trả lời "không" hoặc hét lên vì sợ hãi, cô ấy sẽ giết người bằng  vũ khí của cô ấy. Nếu câu trả lời là "có", cô ấy sẽ cắt khóe miệng từ tai này sang tai kia, giống như sự biến dạng của chính cô ấy.
Một cá nhân có thể sống sót sau cuộc chạm trán với Kuchisake-onna bằng cách sử dụng một trong nhiều phương pháp.  Trong một số phiên bản của truyền thuyết, Kuchisake-onna sẽ để nạn nhân tiềm năng một mình nếu họ trả lời "có" cho cả hai câu hỏi của cô, mặc dù trong các phiên bản khác, cô sẽ đến thăm nơi ở của cá nhân sau đêm đó và giết người trong khi ngủ. Các chiến thuật sinh tồn khác bao gồm trả lời câu hỏi của Kuchisake-onna bằng cách mô tả ngoại hình của cô là "trung bình", giúp cá nhân có đủ thời gian để chạy trốn; đánh lạc hướng cô ấy bằng cách cho hoặc ném tiền hoặc kẹo cứng (đặc biệt là loại kẹo được gọi là bekko ame) theo hướng của cô ấy; hoặc bằng cách nói từ "pomade" ba lần.